# Доношово
Доношово — деревня в городском округе Коломна Московской области России. Население — 19 чел. (2021).

## Население
| 1852 | 1859 | 1890 | 1926 | 2002 | 2006 | 2010 |
| ---- | ---- | ---- | ---- | ---- | ---- | ---- |
| 267  | ↗284 | ↗286 | ↘150 | ↘22  | ↘20  | ↘14  |
| 2015 | 2021 |      |      |      |      |      |
| ↗28  | ↘19  |      |      |      |      |      |

## География
Расположена в северной части района, примерно в 13,5 км к северу от центра города Озёры, на берегу впадающей в Коломенку небольшой реки Гнилуши (бассейн Москвы). В деревне 4 улицы — Армейская, Огородная, Полевая и Южная. Связана автобусным сообщением с районным центром. Ближайшие населённые пункты — деревни Рудаково и Якшино.

## История
В «Списке населённых мест» 1862 года Доношево (Донашево) — владельческая деревня 2-го стана Коломенского уезда Московской губернии по левую сторону Каширского тракта из Коломны, в 25 верстах от уездного города, при колодце и пруде, с 35 дворами и 284 жителями (146 мужчин, 138 женщин).
По данным на 1890 год входила в состав Бояркинской волости Коломенского уезда, число душ составляло 286 человек.
В 1913 году — 37 дворов.
По материалам Всесоюзной переписи населения 1926 года — деревня Якшинского сельсовета Бояркинской волости, проживало 150 жителей (66 мужчин, 84 женщины), насчитывалось 34 крестьянских хозяйства.
С 1929 года — населённый пункт в составе Озёрского района Коломенского округа Московской области, с 1930-го, в связи с упразднением округа, — в составе Озёрского района Московской области.
В 1939 году территория Якшинского сельсовета вошла в Бояркинский сельсовет, из состава которого в 1954 году Доношово было выведено в Боково-Акуловский сельсовет.
В 1959 году, в связи с упразднением Озёрского района, Боково-Акуловский сельсовет был передан Коломенскому району, а в 1960 году селение выведено в Бояркинский сельсовет.
В 1969 году Озёрский район был воссоздан.
С 1994 по 2006 год — деревня Бояркинского сельского округа.
С 2006 года — деревня сельского поселения Бояркинское.
С 2015 до 2020 года относилась к городскому округу Озёры.